# Portrait d'homme dans un paysage
Le Portrait d'homme dans un paysage est une peinture à l'huile (38 × 27 cm) de l'artiste flamand Hans Memling. Elle est datée de 1480-1490 environ et conservée au musée des Offices de Florence.

## Histoire
L'œuvre a été acquise par l'abbé Luigi Celotti avec l'attribution à Antonello de Messine. Inventoriée pour la première fois à la Galerie des Offices en 1863, elle a été enregistrée à l'époque en tant qu'œuvre d'un anonyme flamand.
Aujourd'hui, des quatre portraits de Memling aux Offices (Portrait de Benedetto Portinari, Portrait de Folco Portinari, et l'Homme à la lettre), celui-ci est considéré comme le plus ancien, mais aussi le moins bien préservé en raison d'une fissure verticale.

## Description et style
Le jeune homme est représenté en buste orienté des trois-quarts à gauche, avec une main appuyée sur un parapet, en bas de la toile, typique des œuvres flamandes. L'apparence du personnage fait penser à un riche Florentin. Les vêtements portés témoignent du statut social élevé du sujet : manteau avec col et bords de manches en fourrure de lynx, et main délicatement représentée avec deux bagues en or serties de pierres précieuses.
Le fond paysager est une nouveauté introduite par Memling, et montre une forêt à l'horizon dont deux arbres entourent le portrait.